# Phalaenopsis taenialis
Phalaenopsis taenialis ist eine Pflanzenart aus der Gattung Phalaenopsis innerhalb der Familie der Orchideen (Orchidaceae). Sie wächst epiphytisch und ist vom östlichen Himalaya bis nach zur chinesischen Provinz Yunnan verbreitet.

## Beschreibung

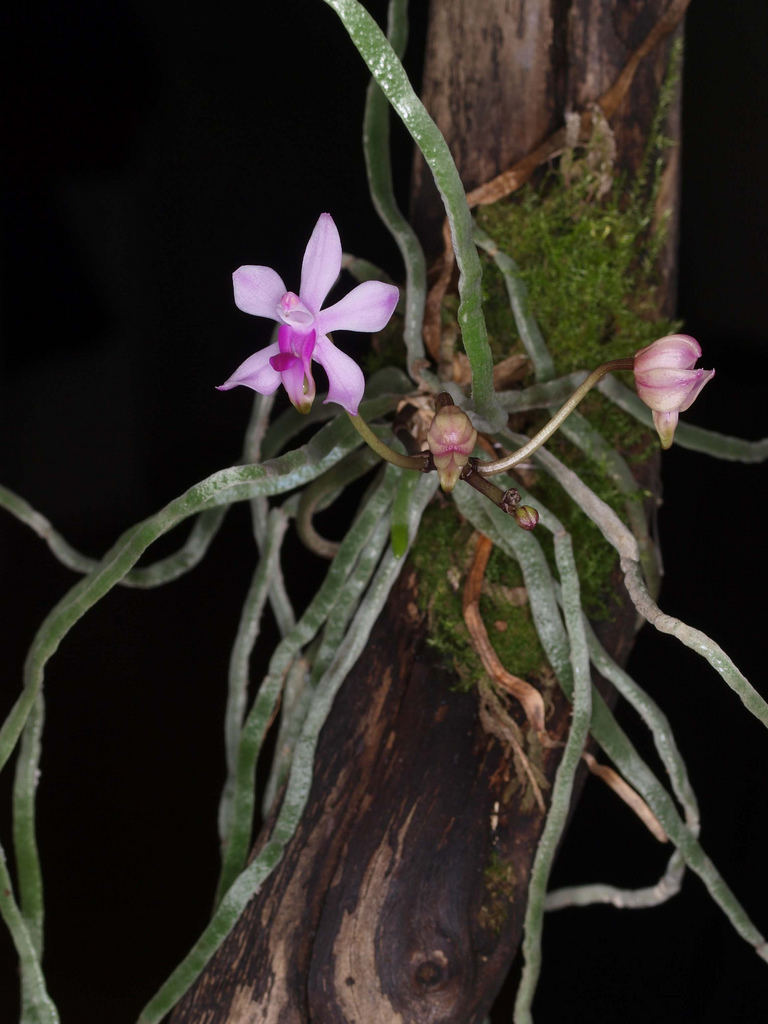
Habitus einer blühenden Pflanze ohne Blätter

### Vegetative Merkmale
Phalaenopsis taenialis ist eine sommergrüne, ausdauernde krautige Pflanze. Die wenigen Blätter werden in der Regel während der Blüte- oder Trockenzeit abgeworfen, häufig bleibt jedoch ein Blatt erhalten. Die verruköse Wurzeln sind abgeflacht. Die Sprossachse ist durch haltbare Blattscheiden eingehüllt. Die Laubblätter sind 1 bis 3,5 Zentimeter breit und 4 bis 13 Zentimeter lang.

### Generative Merkmale
Die Blütezeit liegt im Juni. In achselständigen, 6,5 bis 19 Zentimeter langen, traubigen Blütenständen erscheinen ein oder zwei sich weit öffnende Blüten. Die zwittrige Blüte ist zygomorph und dreizählig. Die Blütenhüllblätter sind blass-rosafarben bis rosafarben-violett. Die Säule ist an der Narbe stark verbreitert. Die Antherenkappe ist fast kugelig. Die Lippe hat einen fast zylindrischen Sporn, welcher im rechten Winkel zum Fruchtknoten nach unten zeigt.
Die Chromosomenzahl beträgt 2n = 36, 38, 40, 57.

## Taxonomie
Die Erstbeschreibung erfolgte 1833 unter dem Namen (Basionym) Aerides taenialis durch John Lindley in: Genera and Species of Orchidaceous Plants, S. 239. Die Neukombination zu Phalaenopsis taenialis (Lindl.) Christenson & Pradhan, wurde 1985 durch Eric Alston Christenson und Udai Chandra Pradhan in Indian Orchid Journal, Band 1, S. 154 veröffentlicht.

## Ähnliche Arten
Phalaenopsis taenialis ähnelt der neu veröffentlichten Art Phalaenopsis arunachalensis sowie Phalaenopsis honghenensis.

### Synonymie mitPhalaenopsis braceana
Infolge von Veränderungen nach der Bestäubung färben sich die Blüten von Phalaenopsis taenialis gelb oder orangefarben. Diese Veränderung kann auch durch Stress entstehen. Diese Veränderungen verringern die Attraktivität der Blüten für potenzielle Bestäuber. Die ursprüngliche Beschreibung von Doritis braceana basierte auf Exemplaren von Phalaenopsis taenialis, die diese Veränderungen der Blütenfärbung aufwiesen.

Der Name Phalaenopsis braceana wurde „fälschlicherweise“ auf mehrere Arten angewandt. Korrekt ist jedoch nur die Verwendung als Synonym von Phalaenopsis taenialis.
Das Artepitheton taenialis nimmt Bezug auf die langen, abgeflachten Wurzeln, welche an „Bandwürmer“ erinnern. Das Artepitheton taenialis leitet sich vom Lateinischen Wort taenia für „Band oder Streifen“ ab.

## Vorkommen und Gefährdung
Phalaenopsis taenialis gedeiht epiphytisch auf Baumstämmen in Höhenlagen von 1100 bis 2200 Metern vor. Sie wächst auf einer Vielzahl von Laubbäumen mit glatter oder rauer Rinde, wie Eichen und Rhododendron-Arten. Sie ist an schattigen Standorten zu finden.
Phalaenopsis taenialis ist vom Himalaja bis Yunnan und Indochina weit verbreitet und es wurden zahlreiche Herbarbelege gesammelt. Vor der Einführung der CITES-Bestimmungen für den internationalen Handel wurden aus der freien Natur gesammelte Exemplare häufig aus Nordostindien exportiert. Phalaenopsis taenialis ist jedoch aufgrund von Abholzung und Wilderei bedroht.

## Phytochemie
Das Alkaloid Phalaenopsin La wurde aus Phalaenopsis taenialis isoliert. Im Gegensatz zu einigen anderen Phalaenopsis-Arten war die andere Form Phalaenopsin T nicht vorhanden.

## Trivialnamen
Chinesische Trivialnamen sind: 小尖囊蝴蝶兰 (xiao jian nang hu die lan).

## Kultivierung
Etablierte Pflanzenexemplare lassen sich relativ einfach auf Treibholz oder Korkrinde kultivieren. Die abgeflachten Wurzeln, die wie ein Bandwurm aussehen, sollten mit großer Sorgfalt behandelt werden. Sie profitiert von warmen, feuchten Bedingungen im Sommer und kühlen, trockenen Bedingungen im Winter. Dies entspricht dem Klima, an das diese Pflanzenart angepasst ist.